# Fábio Leal
Fábio Leal (Recife, 24 de dezembro de 1985) é um cineasta, ator e curador brasileiro.
Em 2020, foi citado como parte dos Top 10 Novos Cineastas Brasileiros em uma lista feita pelo portal Papo de Cinema através de uma votação entre diversos críticos do país.

## Biografia
Desde 2012, trabalha com cinema em diversas funções. A partir de 2013 começa a atuar como curador do festival Janela Internacional de Cinema do Recife, um dos mais importantes festivais do nordeste brasileiro.  Formado em Artes Cênicas na Escola Superior de Artes Célia Helena, Fábio Leal debutou como ator no cinema em 2016, no filme Aquarius de Kleber Mendonça Filho.
Em 2016, lança seu primeiro curta como diretor. O Porteiro do Dia participou de mais de quinze festivais de cinema nacionais e internacionais. Em 2018, estreia seu segundo curta-metragem, Reforma, no Festival de Brasília do Cinema Brasileiro. É premiado com dois Candangos, Melhor Ator e Melhor Roteiro. No Festival Mix Brasil de Cultura da Diversidade, o filme conquistou os prêmios de Melhor Curta, Melhor Direção e Melhor Roteiro.

## Filmografia
| Ano  | Título                       | Função                       | Formato        |
| ---- | ---------------------------- | ---------------------------- | -------------- |
| 2016 | Aquarius                     | ator                         | longa-metragem |
| 2016 | O Porteiro do Dia            | diretor, roteirista, ator    | curta-metragem |
| 2017 | Furious Desires              | co-diretor, roteirista, ator | longa-metragem |
| 2018 | Reforma                      | diretor, roteirista, ator    | curta-metragem |
| 2019 | Tempestade                   | ator                         | curta-metragem |
| 2021 | Deus tem AIDS                | co-diretor                   | longa-metragem |
| 2022 | Seguindo Todos os Protocolos | diretor, roteirista, ator    | longa-metragem |